# Begonia sect. Knesebeckia
Begonia sect. Knesebeckia  es una sección del género Begonia, perteneciente a la familia de las begoniáceas, a la cual pertenecen las siguientes especies:

## Especies
| - Begonia acerifolia - Begonia aconitifolia - Begonia arrogans - Begonia asympeltata - Begonia barkleyana - Begonia bifurcata - Begonia brachyclada - Begonia brandbygeana - Begonia cavum - Begonia cebadillensis - Begonia compacticaulis - Begonia crinita - Begonia cuernavacensis - Begonia cylindrata - Begonia erythrocarpa - Begonia exalata - Begonia extranea - Begonia falciloba | - Begonia fernaldiana - Begonia hintoniana - Begonia hydrophylloides - Begonia ignea - Begonia incarnata - Begonia kuhlmannii - Begonia lachaoensis - Begonia leathermaniae - Begonia longimaculata - Begonia ludwigii - Begonia lugonis - Begonia mariannensis - Begonia mayasiana - Begonia maynensis - Begonia michoacana - Begonia microcarpa - Begonia molinana - Begonia nemoralis - Begonia oellgaardii | - Begonia olbia - Begonia parcifolia - Begonia parodiana - Begonia pastoensis - Begonia piurensis - Begonia platanifolia - Begonia relicta - Begonia santos-limae - Begonia serotina - Begonia sparreana - Begonia stenocardia - Begonia triramosa - Begonia uniflora - Begonia velata - Begonia viscida - Begonia weberlingii - Begonia weddelliana - Begonia wollnyi |